# Edificio Tuyuti
El edificio Tuyuti es un edificio histórico ubicado en el centro histórico de la ciudad de Porto Alegre, Brasil. Fue construido en estilo ecléctico con elementos art nouveau en 1925 y fue declarado patrimonio histórico el 30 de octubre de 1990.